# Храм Державной иконы Божией Матери (Санкт-Петербург)

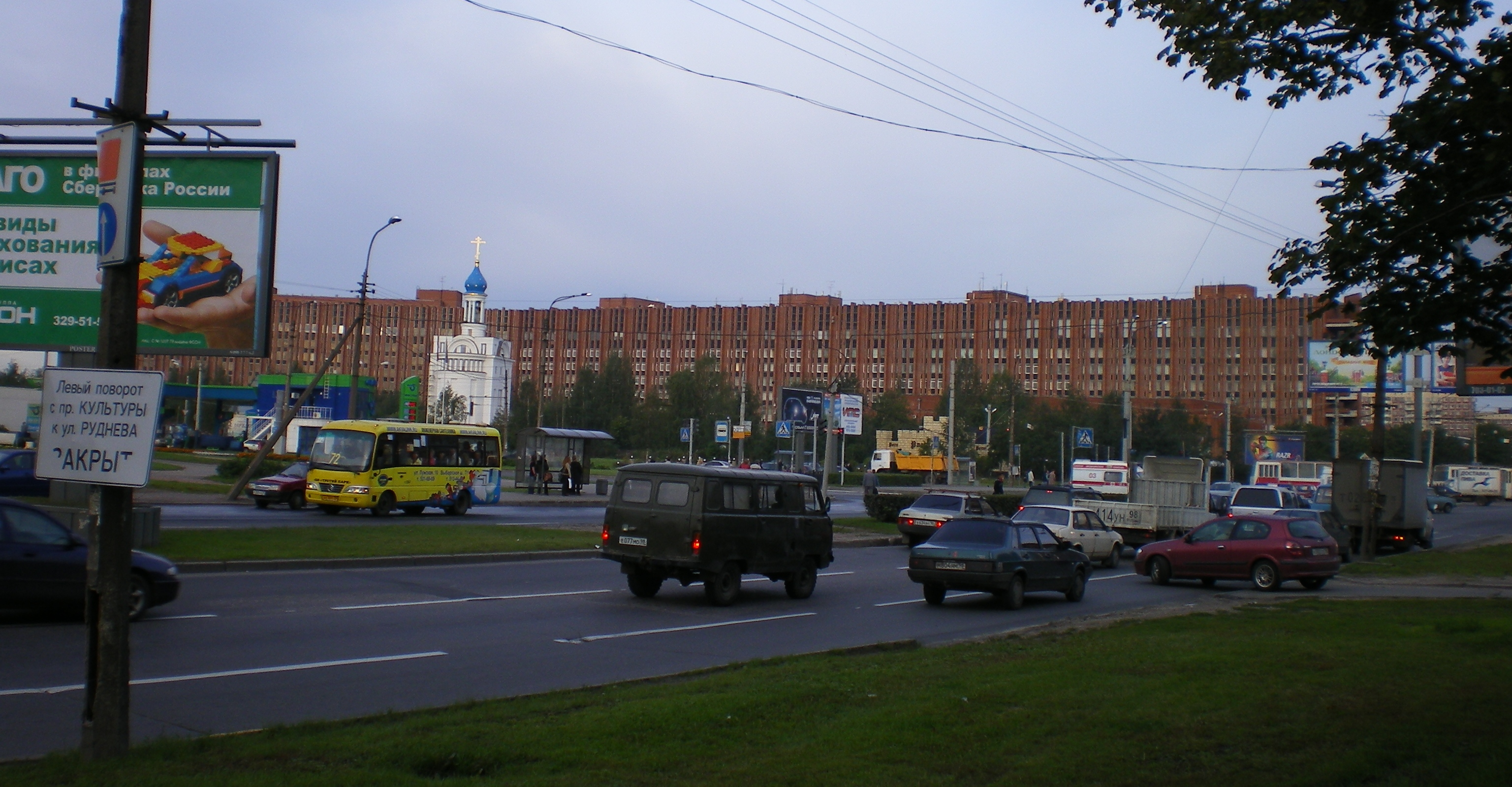

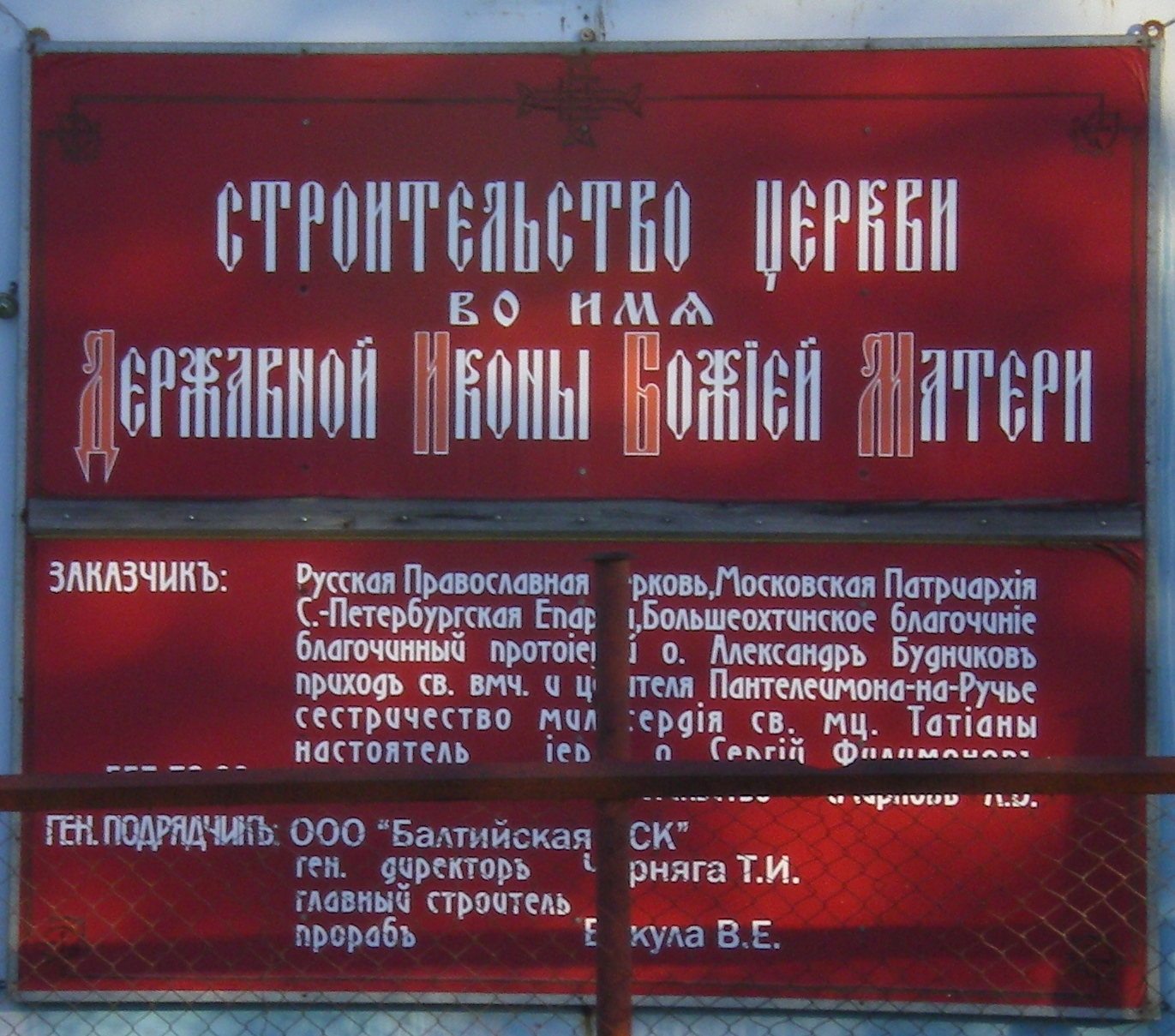
Объявление о строительстве

Церковь Державной иконы Божией Матери — православный храм в Санкт-Петербурге на территории Областной больницы рядом с госпиталем ГУВД МСЧ-122.
Храм относится к Выборгскому благочинию Санкт-Петербургской епархии Русской православной церкви. Настоятель — знаменитый протоиерей Сергий Филимонов, доктор медицинских наук, председатель Общества православных врачей Санкт-Петербурга.

## История
При храме существует сестричество во имя святой мученицы Татианы, в нём есть такие отделения, как:
- «Красный Крест» (окормляет больных в стационарах и на дому),
- «Жёлтый Крест» (окормляет немощных престарелых),
- «Синий Крест» (несет педагогическое служение).

С 2001 года службы регулярно проходили в нижнем храме.
25 мая 2007 года купол с крестом новопостроенного храма был освящён митрополитом Санкт-Петербургским и Ладожским Владимиром во имя Державной иконы Божией Матери. Вслед за чем купол был поднят, церковь обрела главу.

«Пройдёт 10-15 лет, в домах, стоящих вокруг этого храма вырастут дети, и им будет казаться, что этот храм всегда стоял здесь. Они даже не будут представлять себе, что когда-то его не было».

Митрополит Санкт-Петербургский и Ладожский Владимир. Слово при освящении храма 25 мая 2007 года.

## Общество православных врачей
Душепопечительский центр при храме помогает пострадавшим от оккультных и экстрасенсорных воздействий, алкоголе- и наркозависимым.
Общество православных врачей организовало приём больных докторами многих специальностей. Кроме того, в приходе уже 10 лет работает церковно-приходская школа, на детском и взрослом отделениях которой обучается около 200 человек.